# Seven Kingdoms II: The Fryhtan Wars
Pour les articles homonymes, voir Seven Kingdoms (homonymie).
Seven Kingdoms II: The Fryhtan Wars est un jeu vidéo de stratégie temps réel développé par Enlight, sorti en 1999. Seven Kingdoms II est la suite de Seven Kingdoms et de son extension Ancient Adversaries.

## Système de jeu

### Vue d'ensemble
Seven Kingdoms II: The Fryhtan Wars conserve une grande partie des concepts qui ont démarqué son prédécesseur Seven Kingdoms de ses concurrents de l'époque. Comme dans le titre original, le joueur doit administrer ses villes, s'assurer de la loyauté de ses sujets et envoyer ses armées au combat. La population du royaume doit être équilibrée entre les travailleurs (ouvriers, chercheurs et prêtres), les paysans et les soldats.
Comme dans son prédécesseur, l'espionnage joue un rôle primordial. Un royaume peut envoyer des espions s'infiltrer dans les royaumes adverses de diverses manières : faire passer son espion pour un soldat déserteur, l'infiltrer dans une ville ou l'envoyer dans une Auberge (une Auberge est un lieu de recrutement d'unités étrangères ; ainsi, l'espion peut se déplacer aléatoirement sur la carte et révéler des villes adverses, et se faire recruter par l'ennemi). Un espion infiltré dans une ville peut générer des troubles civils mineurs, c'est pourquoi l'emploi de plusieurs espions est nécessaire pour efficacement conduire une ville à la rébellion. Un espion infiltré dans un fort adverse aura plus de pouvoir : voler des technologies, récupérer des informations tactiques, soudoyer d'autres soldats, provoquer des troubles et même assassiner des généraux (voire le Roi). Toutes ces actions présentent un risque, et une estimation du risque couru et soumis au joueur avant la plupart de ces actions. Lorsque l'adversaire se rend compte qu'un espion a infiltré ses rangs, il a la possibilité d'exécuter les unités qui lui semblent suspectes. S'il exécute la bonne personne, la réputation du royaume qui a envoyé l'espion sera ternie (et aura des répercussions sur la loyauté de ses sujets), mais s'il s'agit d'un soldat honnête, c'est la réputation du royaume meurtrier qui sera ternie.
Seven Kingdoms II introduit également de nouveaux éléments de gameplay, à commencer par l'augmentation significative du nombre de bâtiments et de types d'unités de chaque civilisation. Par exemple, chaque civilisation dispose de trois types d'unités : les citoyens, les soldats et les unités militaires spéciales. Les artefacts sont des objets magiques conférant des pouvoirs spéciaux à leurs porteurs, et peuvent être trouvés sur la carte ou achetés dans les Auberges. Ces artefacts se déclinent en deux types : les usages uniques (anneau de conversion, bâton de conversion, etc.) et les artefacts permanents (livre de commandement, épées spéciales, etc.). Ces artefacts ont un effet très bénéfique pour leurs porteurs, car ils permettent d'améliorer en permanence les compétences des soldats, voire de renverser le cours d'une bataille en convertissant toute une formation ennemie.
Les Héros sont désormais présents, des unités dont les caractéristiques combatives sont clairement au-dessus des soldats moyens, ou qui disposent d'un pouvoir particulier, tel la capacité de geler une formation ennemie ou de disposer d'une incroyable quantité de points de vie (certains héros peuvent avoir 1 600 points de vie contre 400 pour la plupart des soldats).
Toutefois, l'évolution phare de ce jeu est la présence des Fryhtans, des créatures fantaisistes dont l'introduction change radicalement le gameplay. En effet, là où les Humains se basent sur la collecte d'or, de nourriture et l'entretien de leur réputation, les Fryhtans se basent sur la collecte d'or et d'essence spirituelle. La création d'une unité Fryhtan consomme plus de ressources que celles d'une unité Humaine, mais ses caractéristiques de combat et de régénération sont plus performantes. Toutefois, l'essence spirituelle utilisée pour la construction de bâtiments ou la création d'unité ne provient pas d'un revenu régulier (comme l'imposition), mais provient du meurtre des unités ennemies. Ainsi, plus un empire Fryhtan (appelé Kwyzan) va tuer d'adversaires, et plus il gagnera de points d'essence. L'absence de réputation, du fait de leur « naturelle atrocité » si l'on ose dire, les autorise à donner tous les coups, même des raids génocidaires contre des populations civiles, pour augmenter leurs points d'essence. Les technologies développées par les Fryhtans sont également radicalement différentes de celles des Humains.
Les interactions entre les royaumes sont également présentes : échange de technologies, entraide financière ou extorsion, déclaration d'alliance et bien sûr, de guerre. Des accords commerciaux peuvent être signés pour importer des marchandises que l'on ne peut produire, et faire un bénéfice en les revendant à ses citoyens.
Le mode Un joueur propose une campagne à évolution dynamique, un générateur de parties libres paramétrable et une liste de scénarios. Un éditeur de scénarios permet de créer ses propres missions. Un mode multijoueur est également présent, pour des parties par TCP/IP ou par liste de serveurs.

### Capacités des unités
Chaque unité dispose de trois caractéristiques : combat, commandement et loyauté.
Le combat mesure la capacité d'une unité à infliger des dégâts importants. Les capacités spéciales de combat des soldats se débloquent lorsqu'ils atteignent un certain niveau en combat (tel la capacité d'utiliser une arbalète ou une attaque berserker pour les Humains, ou de cracher du feu pour les Exovums). (L'attaque berserker est une attaque normale rendue plus puissante, et sa fréquence dépend du niveau de combat de l'unité.) Les Fryhtans mettent plus de temps à acquérir les attaques spéciales, mais ils sont de toute manière plus puissants que les Humains. La barre de vie est proportionnelle au nombre de points de combat, mais à l'exception des soldats de base, toutes les unités ont un coefficient différent. Le maximum de combat est de 200 points, mais les Héros ont des limites plus importantes. Il faut noter que les unités ne peuvent acquérir une compétence au combat dépassant 100 dans un fort, mais doivent gagner ces points au combat.
Le commandement mesure l'aptitude d'une unité à diriger un groupe de personnes. Cette aptitude est importante pour les Généraux (ou Ordos chez les Fryhtans), car plus elle est élevée, plus les troupes seront fortes au combat (bonus de commandement). De plus, elle permet de maintenir la loyauté des soldats et d'augmenter la vitesse d'entraînement des unités. Le maximum est de 100 points (plus 20 avec l'artefact Livre de Commandement), mais là aussi, les Héros ont des limites plus élevées.
La loyauté mesure combien un soldat est fidèle à son royaume (ou son Kwyzan chez les Fryhtans). Chaque unité et ville a un certain degré de loyauté envers le royaume, qui varie en fonction de plusieurs facteurs : impôts trop élevés pour les villes et campagnes militaires trop longues pour les soldats, ou au contraire, donations aux villes et gratification des soldats, par exemple. La loyauté dépend également du commandement : une ville administrée par un général de peu d'expérience sera moins loyale qu'une ville directement administrée par le Roi ou un Héros. Il en va de même pour les soldats : s'ils sont sous le commandement d'un général du même niveau qu'eux, leur loyauté subira un malus. Les unités dont la loyauté atteint un seuil trop bas présentent un haut risque de trahison : elles seront plus enclines aux pots-de-vin des royaumes ennemis, lorsqu'elles ne déserteront pas directement. Quant aux citoyens, ils peuvent se rebeller, et dans certains cas, se retourner contre le royaume. Bien évidemment, réprimer violemment une insurrection ne fera qu'aggraver la situation, incitant les autres villes à se rebeller contre le royaume. Par ailleurs, le fait qu'une ville contienne trop de paysans par rapport au nombre de travailleurs sera mal accepté par la population.

### Attaques spéciales
Il existe des compétences militaires moins connues et beaucoup plus dévastatrices que le berserker. La raison est que ces compétences ne peuvent se débloquer qu'à partir d'un très haut niveau de combat, généralement 150 points ou plus. Les effets varient suivant la civilisation, mais ils sont suffisamment puissants pour renverser le cours d'une bataille. Par exemple, les chars égyptiens peuvent lancer une onde d'un angle de 120 degrés. Combinée avec le Bâton de Gel (un artefact), cette attaque permet de geler un grand nombre d'ennemis en une seule fois. Une autre attaque spéciale est l'onde de choc du druide, créée sur un rayon de 6 carrés. Une attaque réussie va geler les unités proches pour une quinzaine de secondes, ce qui peut être dévastateur pour l'adversaire.
Certaines super-attaques peuvent apparaître chez les soldats ayant un niveau de combat très élevé, entre 200 et 300 points. Les Héros sont donc les seules unités en mesure de lancer ces attaques, comme par exemple, une onde glaciale qui gèle temporairement tout ennemi présent dans un large périmètre autour du Héros.
Les Fryhtans ne disposent pas de ces attaques spéciales (ils n'ont d'ailleurs pas de Héros). Dans la campagne en mode de difficulté maximale, il est nécessaire de trouver de tels Héros dès les premières missions pour ne pas perdre rapidement la partie.

## Civilisations
Seven Kingdoms II propose 12 civilisations Humaines et 7 races Fryhtans. En plus d'unités militaires uniques pour chaque civilisation, les Humains sont en mesure d'ériger des monuments dédiés à leurs divinités pour gagner un bonus, et d'invoquer leurs divinités et utiliser leurs puissants pouvoirs. En plus de la variété des unités, les Humains peuvent construire des bâtiments à l'apparence différente selon leur civilisation, bien que certaines partagent le même style par groupe de trois (les Chinois, Mongols et Japonais construisent ainsi des bâtiments identiques). Les soldats Humains sont appuyés par des machines de siège, dont l'efficacité augmente avec les progrès technologiques : couleuvrines, balistes et catapultes. Ces machines de siège n'ont pas de score de combat, et sont toutes identiques. Il existe des versions améliorées de ces machines, mais leurs plans ne se trouvent que sur des parchemins, cachés dans les missions de la campagne. Toutefois, les machines de siège coûtent beaucoup de ressources à construire et à entretenir.
Les royaumes Humains se reposent sur la population, la diplomatie et l'économie, tandis que les Kwyzans Fryhtans ne reposent que sur la puissance militaire et une économie simplifiée, sans réputation ni espionnage. Alors que les Humains peuvent construire une pléthore de bâtiments différents (Forts, Garnisons, Mines, Manufactures, Auberges, etc.), les Fryhtans sont limités aux Antres (l'équivalent des Forts) et aux bâtiments spéciaux, dont le nombre et la fonctionnalité dépendent de la race. Les Fryhtans reposent sur l'esclavage des villes Humaines et le combat, qui leur apportent respectivement de l'or et de l'essence spirituelle. Les royaumes Humains et Fryhtans peuvent regrouper respectivement plusieurs civilisations et races. Les royaumes regroupant à la fois les Humains et les Fryhtans sont possibles, mais seule un royaume Frythan peut posséder des bâtiments Frythans et élever de nouvelles unités Frythans.

### Civilisations Humaines
- Normands : unités équilibrées avec des capacités de combat à distance et de protection. Les Normands peuvent entraîner des Chevaliers et invoquer l'Archange, qui attaque les ennemis sur le champ de bataille ;
- Celtes : unités à l'attaque lente mais capables de se protéger avec un bouclier et de lancer une attaque berserker. Les Celtes peuvent entraîner des druides adeptes du lancer de sortilèges et invoquer Dagodevas, qui attaque les ennemis sur le champ de bataille.
- Vikings : unités à l'armure faible, mais capables de lancer des attaques berserker. Les Vikings peuvent entraîner des lanceurs de haches et invoquer Thor, qui attaque les ennemis en lançant des éclairs.
- Grecs : unités à l'attaque rapide et protégées par un bouclier. Les Grecs peuvent entraîner des cavaliers et invoquer Athéna, qui peut rendre les soldats invincibles pendant une certaine période.
- Romains : unités protégées par un bouclier. Les romains peuvent entraîner des cavaliers capables de lancer des lances, et invoquer Mars, qui peut augmenter la capacité de commandement d'un général.
- Carthaginois : unités protégées par un bouclier et capables de lancer des javelots. Les Carthaginois peuvent entraîner des éléphants de guerre et invoquer Baal Hammon, qui peut générer des tremblements de terre dévastateurs.
- Chinois : unités fortes en corps à corps mais faibles à l'arc. Les Chinois peuvent entraîner des moines Shao Lin et invoquer Chi Lin, un dragon au souffle de feu ravageur.
- Japonais : unités de corps à corps avec une attaque berserker. Les Japonais peuvent entraîner des Ninjas et invoquer la déesse Amaterasu, qui élimine tous les espions ennemis qu'elle découvre.
- Mongols : unités de mêlée capables de lancer des attaques berserker. Les Mongols peuvent entraîner des archers à cheval et invoquer Tengri, qui convertit les ennemis à la cause du joueur.
- Perses : unités capables de combattre à distance. Les Perses peuvent entraîner des lanciers à cheval et invoquer Mithra, qui permet de voir à l'intérieur des bâtiments ennemis.
- Indiens : unités capables d'attaquer à distance. Les Indiens peuvent entraîner des éléphants de guerre montés par un archer, et invoquer Hanuman, qui invoque des tornades.
- Égyptiens : unités équipées d'un bouclier et de javelots. Les Égyptiens peuvent entraîner des archers sur chars et invoquer Isis, qui peut augmenter la population d'une ville (+10 citoyens en échange de 150 points de pouvoir).

### Races Fryhtans
- Kharshuf : les maîtres des plantes. Les Kharshuf sont des créatures bipèdes à l'apparence végétale, qui peuvent planter des Lishorrs, des créatures cracheuses d'acide. Les Lishorrs existent en deux variétés : les normaux et les sauvages. Les normaux sont contrôlés par le joueur, tandis que les sauvages s'attaquent automatiquement à toutes les créatures non-Kharshuf et se multiplient avec le temps.
- Bregma : les maîtres des insectes. Les Bregmas sont les plus petits, les moins chers et les plus rapides des Fryhtans. Les Bregma ont une apparence repoussante : il s'agit d'humanoïdes couleur de sang, petits et difformes, avec des griffes et des tentacules. Les Bregmas peuvent élever des abeilles géantes, les Bheemas, qui infligent d'importants dégâts lors de leur attaque-suicide, ainsi que des Tarmes, des termites faibles mais très résistantes.
- Kerassos : les maîtres des animaux. Les Kerassos ont une apparence démoniaque (peau rouge, cornes) et sont capables d'attirer des animaux pour les envoyer combattre leurs adversaires.
- Minotauros : les maîtres de l'alchimie. Les Minotauros, inspirés de la mythologie du Minotaure, sont capables de transmuter leurs ressources.
- Grokken : les maîtres de la forteresse. Les Grokkens sont des créatures gigantesques ressemblant à un assemblage de rochers et surmontés d'un cristal. Il s'agit de la race la plus puissante et la plus coûteuse à produire en ressources. Quatre Grokkens peuvent « s'assembler » pour construire une tour défensive, où quatre autres Grokkens peuvent prendre place pour pilonner les unités ennemies proches. Une tour peut à tout moment se démonter, pour récupérer les Grokkens. Ils sont les descendants des Rokken, une espèce similaire beaucoup moins intelligente découverte dans le Seven Kingdoms original.
- Ezpinez : les maîtres de l'armement. Les Ezpinez sont des êtres squelettiques combattant à l'épée et équipés d'un bouclier. Ils sont capables de construire des machines de siège similaires à celles des humains, mais pour un coût plus élevé. Ces machines de siège consistent en le Cobrez (une sorte de baliste à deux traits), le Peltez (une catapulte aux projectiles explosifs) et le Nemezez (un canon).
- Exovum : les maîtres de la magie. Les Exovums sont des sortes de lézards capables de cracher du feu et des aiguilles paralysantes. Ils peuvent construire des Tour des Mages, capables de geler ou blesser des unités adverses et de téléporter des unités de l'empire n'importe où sur la carte (le coût en ressources augmentant avec la distance).

## Accueil
| Seven Kingdoms II: The Fryhtan Wars |      |       |
| Média                               | Pays | Notes |
| Computer Gaming World               | US   | 3.5/5 |
| Cyber Stratège                      | FR   | 2.5/5 |
| GameSpot                            | US   | 91 %  |
| Gen4                                | FR   | 3/6   |
| IGN                                 | US   | 86 %  |
| Jeuxvideo.com                       | FR   | 17/20 |
| Joystick                            | FR   | 76 %  |
| PC Gamer US                         | US   | 90 %  |
| PC Zone                             | US   | 63 %  |